# Desetstrana antiprizma
| Uniformna desetstrana antiprizma | Uniformna desetstrana antiprizma                    |
| -------------------------------- | --------------------------------------------------- |
|                                  |                                                     |
| Vrsta                            | prizmatični uniformni polieder                      |
| Elementi                         | F = 22, E = 40, V =20 ({\displaystyle \chi \,} = 2) |
| Stranske ploskve na stranico     | 20{3} + 2{10}                                       |
| Coxeter-Dinkinov diagram         |                                                     |
| Simetrijska grupa                | D10d, [2+,16], (2*8), red 32                        |
| Sklici                           | U77(d)                                              |
| Vrtilna grupa                    | D8 [8,2]+, (822), red 16                            |
| Dualni polieder                  | osemstrani trapezoeder                              |
| Značilnosti                      | konveksna                                           |
| Slika oglišč 3.3.3.10            |                                                     |

Desetstrana antiprizma je v geometriji osma v neskončni množici antiprizem s sodim številom trikotniških stranskih ploskev zaprtih z dvema pravilnima mnogokotnikoma. Sestavljena je iz dveh desetkotnikov, ki sta povezana med seboj z obročem dvajsetih trikotnikov. Tako ima skupaj 22 stranskih ploskev
Kadar so vse stranske ploskve pravilne, je to polpravilni polieder.